# Diapensia himalaica
Diapensia himalaica là một loài thực vật có hoa trong họ Diapensiaceae. Loài này được Hook.f. & Thomson mô tả khoa học đầu tiên năm 1857.